# 郑宝华
郑宝华（1948年—2007年12月10日），中国河北省丰南县（今唐山市丰南区）东田乡西刘良村人。中国人民解放军海军原副司令员，海军中将。
出生后在唐山本地上学，1965年加入中国共青团，1966年加入中共，入伍前在唐山丰南西刘良大队当民兵连长、支部书记。1969年入伍，进入中国人民解放军海军，分至东海舰队。从水兵、军士长提干，1973年随支援西沙作战的护卫舰编队南下，驻守南海，任军需主任、参谋。后担任海军水面舰艇副舰长、舰长，升任大队长、驱逐舰第二支队副支队长、南海舰队舰艇训练中心主任兼教练舰长、驱逐舰第二支队支队长、海军南海舰队副参谋长、海军福建基地参谋长。
2000年调任海军大连舰艇学院院长，期间被誉为“知识型将领”。2005年升任海军副司令员。2007年12月10日在北京病逝，享年59岁。
| 前任： 张展南 | 中国人民解放军海军大连舰艇学院院长 2000年至2005年 | 繼任： 刘新华 |